# Referenčna ravnina
Referenčna ravnina je v nebesni mehaniki ravnina glede, na katero se za nebesno telo nanašajo dani elementi tira.
V odvisnosti od nebesnega telesa uporabljamo različne referenčne ravnine:
- Ravnina ekliptike za planete, asteroide, komete in ostala telesa Osončja, ki imajo skoraj eliptične tirnice.
- Laplaceova ravnina za satelite, ki imajo srednje do velike polosi.
- Ravnina ekvatorja osrednjega telesa za satelite, ki imajo majhne velike polosi.
- Tangencialna ravnina na nebesno kroglo za telesa zunaj Osončja.

Na referenčni ravnini mora biti določena tudi začetna točka oziroma smer od katere merimo kote. Običajno je to pomladišče.